# Каменський сільський округ (Сандиктауський район)
Ка́менський сільський округ (каз. Каменка ауылдық округі, рос. Каменский сельский округ) — адміністративна одиниця у складі Сандиктауського району Акмолинської області Казахстану. Адміністративний центр — село Каменка.
Населення — 1162 особи (2021; 1420 у 2009, 2176 у 1999, 2769 у 1989).
Станом на 1989 рік існувала Каменська сільська рада (села Богословка, Каменка, Ключевка). Село Ключевка було ліквідоване 2006 року.

## Склад
До складу округу входять такі населені пункти:
| Населений пункт  | Населення, осіб (1989) | Населення, осіб (1999) | Населення, осіб (2009) | Населення, осіб (2021) |
| ---------------- | ---------------------- | ---------------------- | ---------------------- | ---------------------- |
| Богословка, село | 291                    | 167                    | 62                     | 73                     |
| Каменка, село    | 2374                   | 1947                   | 1358                   | 1089                   |
| Ключевка, село   | 104                    | 62                     | -                      | -                      |